# Timor Steffens
Timor Steffens (Roermond, 9 ottobre 1987) è un ballerino e coreografo olandese. È diventato celebre per essere stato il ballerino principale del corpo di ballo di Michael Jackson nel suo ultimo tour, This Is It. In seguito ha collaborato con altri artisti molto noti come Madonna, Beyoncé, Janet Jackson, Britney Spears e Chris Brown.

## Biografia
Nato a Roermond, si trasferisce a Rotterdam all'età di 6 anni. Dopo aver frequentato corsi, a suo dire "non la sua strada", di parrucchiere e ingegneria elettrica, all'età di 18 anni, secondo lui "relativamente tardi rispetto alla media dei ballerini", scopre per la prima volta il ballo, e, innamoratosi della disciplina, solo un anno dopo entra nella Rotterdam Dance Academy, specializzandosi in hip hop e breakdance. Nel 2008 partecipa alla versione olandese e belga del talent show So You Think You Can Dance, arrivando addirittura 2° a soli 19 anni, dietro al vincitore Ivan Paulovich, che fra l'altro dopo il contest ha lasciato il mondo della danza.
Dopo il talent Timor parte per Los Angeles, su impulso del coreografo americano Dan Karaty (uno dei giudici del talent) e lì continua la sua carriera.

## Carriera
Nel 2009 per Steffens avviene la svolta: infatti viene scelto come ballerino principale nella crew di ballo composta da 12 ballerini (su oltre 5.000 candidati) del tour This Is It del leggendario Michael Jackson, che sarebbe dovuto durato da luglio 2009 a marzo 2010. A proposito della sua esperienza con il "Re del Pop", Timor ha raccontato:
“Michael è l’unico idolo che io abbia mai avuto veramente, la star per eccellenza, quello che mi ha emozionato di più. Ho scoperto, oltre alla star, una grandissima persona, quando l’ho conosciuto: ho capito quanto sia importante e difficile essere umani, deboli e fragili per un artista. Era veramente pazzesco vederlo ballare, vedere come lavorava e dirigeva chiunque, sempre mantenendo la mente lucida e precisissima in ogni dettaglio. Musicisti, coreografi, e noi ballerini. Riusciva ad avere in qualsiasi momento una visione totale di tutto lo show. Indimenticabile.
Purtroppo Jackson morì però il 25 giugno del 2009, e perciò il fatidico tour non ebbe mai luogo.
Perciò il 7 luglio 2009 Steffens balla insieme agli altri ballerini durante la commemorazione pubblica allo Staples Center di Los Angeles, evento organizzato proprio da lui per celebrare il grande cantante e amico, da lui definito "Maestro Surreale". Nel film-documentario Michael Jackson's This Is It Timor Steffens è uno dei personaggi maggiormente intervistati, poiché uno dei più vicini al defunto cantante, nonché uno dei ballerini di punta che appaiono durante le prove del tour.
Nel 2010 partecipa al programma televisivo olandese Move Like Michael Jackson, e nello stesso anno balla, apparendo in un cameo come ballerino "barista" in un nightclub, e dirige anche tutte le coreografie nel film Burlesque, lavorando accanto a Christina Aguilera e Cher, anche attrici nel film, che chiesero espressamente che partecipasse al film. 
Nel 2011 è uno dei componenti del corpo di ballo del cantante Chris Brown, mentre dal 2012 al 2015 partecipa come giudice e direttore artistico nel talent show olandese Beat the Best. Nel 2012 dirige le coreografie e appare anche nel film di ballo Step Up Revolution. 
Nel 2015 diviene direttore artistico del programma televisivo italiano The Voice of Italy, accanto al coreografo Laccio.
Dal 2015 è giudice del contest di ballo Dance Dance Dance, nella versione olandese, e nel 2016 e 2017 è giudice, accanto a Vanessa Incontrada e Luca Tommassini, anche di tutte le edizioni del Dance Dance Dance italiano. Durante una serata del programma, Timor, diretto Tommassini, ha svolto un tributo a Michael Jackson, danzando alcune delle sue coreografie più iconiche. 
Dal 2018 al 2020 è stato nel cast del famoso programma italiano Amici di Maria De Filippi, come professore di danza e coreografo, accanto ad Alessandra Celentano e Veronica Peparini. A proposito del suo lavoro assieme a loro ha dichiarato: "Potremmo non essere sempre d'accordo, ma questo non significa che non amo le mie sorelle italiane. Sono semplicemente in missione per trovare i migliori talenti in Italia!".
Nel 2022 Timor Steffens ha anche curato alcune coreografie dei flashmob durante la Qatar 2022 World Cup. Nel 2023 dirige le coreografie di striptease e fa parte del cast del film Magic Mike - The Last Dance, ultimo della saga del famoso Magic Mike, interpretato dal Channing Tatum.

## Vita privata
Dal 2014 al 2015 Timor Steffens ha avuto una tanto chiacchierata relazione con la popstar Madonna, di 30 anni in più, e di cui Timor ha anche curato le coreografie in diversi tour. Dal 2017 al 2021 Timor ha avuto una relazione amorosa con la modella Zoey Ivor.

## Filmografia

### Cinema
- Michael Jackson's This Is It, regia di Kenny Ortega (2009)
- Burlesque, regia di Steve Antin (2010)
- Step Up Revolution, regia di Scott Speer (2012)
- F*ck Love Too, regia di Appie Boudellah e Aram van de Rest (2019)
- Magic Mike - The Last Dance, regia di Steven Soderbergh (2023)

### Televisione
- So You Think You Can Dance – talent show, classificatosi al 2º posto (2008)
- 90210 – serie TV, 1 episodio cameo (2011)
- Beat the Best – talent show, giudice (2012)
- The Voice of Italy – talent show, direttore artistico (2015-2016)
- Dance Dance Dance (Paesi Bassi) – talent show, giudice (2015)
- Dance Dance Dance (Italia) – talent show, giudice (2016-2017)
- Amici di Maria De Filippi – talent show, professore di danza e coreografo (2018-2020)